# Pelkwitz
Pelkwitz (niedersorbisch Pełkojca) ist ein Gemeindeteil des Ortsteils Zöllmersdorf der Stadt Luckau im Landkreis Dahme-Spreewald (Brandenburg).

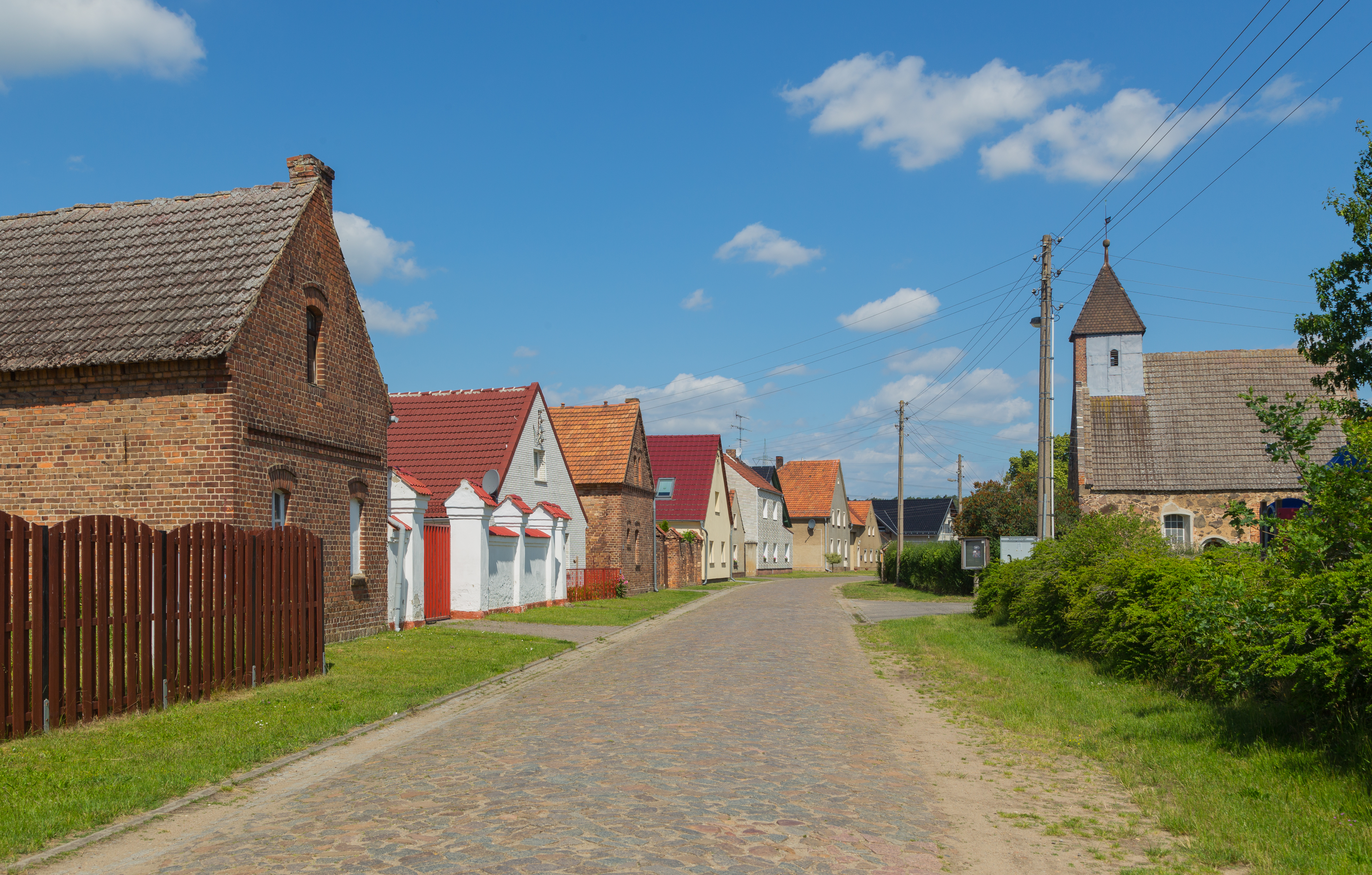
Blick entlang der Pelkwitzer Dorfaue (2022), rechts die Dorfkirche.

## Geographische Lage
Pelkwitz ist ein Angerdorf, in der Ortsmitte verläuft ein breiter Anger mit der Kirche, an diesem sind die Wohnhäuser gebaut. Am Ortseingang durchläuft ein kleiner Bach, das Mühlenfließ, den Ort. Er mündet später in die  Berste.
1933 wohnten in Pelkwitz 82 Einwohner. 1939 waren es noch 75 Einwohner, heute schwankt die Zahl der Einwohner um 40.

## Geschichte
Am 1. August 1973 wurde Pelkwitz nach Zöllmersdorf eingemeindet.
Am 24. Juni 1977 stürzte eine sowjetische Militärmaschine vom Typ Suchoi Su-7B im Ort ab, wobei die Kirche beschädigt wurde, Dach und Turm mussten erneuert werden. Einige umliegende Gebäude fingen Feuer.

## Kirche
Die Feldsteinkirche stammt aus dem 14./15. Jahrhundert. Der Dachreiter aus Fachwerk wurde im 17. Jahrhundert aufgesetzt, die Emporen stammen ebenfalls aus dieser Zeit. Die in der Südwand vorhandenen Fenster stammen noch aus der Erbauungszeit. Die Kirche ist innen mit einer Flachdecke aus Brettern verkleidet. Die zwei Glocken im Inneren werden von Hand geläutet. Der Blasebalg der Orgel wird noch manuell betrieben. Eine Besonderheit ist die Anordnung des Spieltischs: der Organist sitzt hier quer zur Orgel. Im Jahre 2007 erfolgte eine Sanierung der Kirche.